# Podul Ostrovu Mare
Podul Ostrovu Mare este un pod suspendat peste brațul Gogoșu al Dunării, aproape de Porțile de Fier II. Podul este destinat realizării unui acces mai facil către insula Ostrovu Mare și Hidrocentrala Porțile de Fier II, respectiv către punctul de trecere a frontierei dintre România și Serbia.
Podul are 360 m în lungime, cu o deschidere principală de 240 m și este primul pod suspendat construit vreodată în România. A fost inaugurat pe 5 decembrie 2003, după o perioadă mare de inactivitate.

## Context
Pe 19 februarie 1977 a fost semnat la București „Acordul dintre guvernul Republicii Socialiste România și guvernul Republicii Socialiste Federative Iugoslavia privind condițiile extinderii colaborării pentru utilizarea potențialului hidroenergetic al Dunării”. La punctul 1, litera b), acesta prevedea că cele două părți sunt de acord „să construiască și să exploateze Sistemul hidroenergetic și de navigație "Porțile de Fier" II pe fluviul Dunărea (în textul ce urmează: Sistemul Porțile de Fier II) în sectorul Ostrovul Mare (Republica Socialistă România) - Prahovo (Republica Socialistă Federativă Iugoslavia), la km Dunării 863”. În baza acestui acord, la 3 decembrie 1977 a fost demarată execuția Sistemului Hidroenergetic și de Navigație Porțile de Fier II (S.H.E.N.).
Pentru execuția proiectului pe malul românesc al Dunării, autoritățile au construit pe insula Ostrovu Mare o colonie muncitorească denumită Porțile de Fier II. La apogeul lucrărilor, în colonie locuiau peste 10.000 de persoane, angajați ai șantierului și familiile acestora.
Odată cu construcția S.H.E.N. Porțile de Fier II a fost inaugurat și Punctul de Trecere a Frontierei Porțile de Fier II, la distanța de 750 m față de linia de frontieră, iar accesul pe insula Ostrovu Mare se făcea pe barajul nedeversor construit din umpluturi de către Hidroconstrucția S.A. în amontele insulei. Barajul era traversat de drumul național DN56B, care leagă Colonia Porțile de Fier II de localitatea Hinova. Punctul de trecere a frontierei a fost înființat prin Decretul Consiliului de Stat nr. 143 din 14 mai 1985, dar în ciuda mărimii lui nu a devenit operațional pentru tranzitul de mărfuri și persoane între Republica Socialistă România și Republica Socialistă Federativă Iugoslavia, ci a fost utilizat doar pentru controlul de trecere a frontierei de către personalul și materialele necesare asigurării mentenanței și funcționării echipamentelor în centralele română și iugoslavă.

## Proiectare
Pentru ușurarea accesului la noul complex hidroenergetic și dinspre zona Gogoșu, S.H.E.N. Porțile de Fier II a solicitat construcția unui pod nou în avalul insulei Ostrovu Mare și a unui drum care să îl conecteze cu satul Balta Verde și implicit cu drumul național DN56C. S-a sugerat ca la execuția podului să fie folosită o cantitate de cabluri rămasă de la construcția centralei.
Prima soluție de pod suspendat i-a aparținut inginerului Nicolae Dumitrescu de la IPTANA S.A., care a întocmit un studiu tehnico-economic pentru un pod cu trei deschideri (95,00 m + 170,00 m + 95,00 m = 360,00 m) susținut de piloni fundați pe piloți forați de diametru mare, executați de pe platforme plutitoare. Costul estimat la circa 15 milioane de dolari al piloților forați a determinat beneficiarul să respingă proiectul. O nouă soluție, prezentată doi ani mai târziu, prevedea un pod suspendat pe aceleași cabluri rămase de la execuția hidrocentralei și având trei deschideri (60,00 m + 240,00 m + 60,00 m = 360,00 m). Suprastructura proiectată era hibridă, grinzi din beton precomprimat pentru deschiderile laterale ale podului și grinzi metalice în deschiderea centrală.
Prin proiect s-a decis construcția unor stâlpi înclinați în V, care asigurau o mai bună stabilitate la vânt, și execuția coloanelor forate la piloni de pe umpluturi de pământ, care se puteau realiza în apropierea malurilor, fără să mai fie necesare platformele plutitoare, iar acest lucru a condus la un cost total al investiției estimat la circa 10 milioane de dolari, mult redus față de propunerea anterioară. Acest lucru l-a determinat pe beneficiar să accepte investiția, lucrările de execuție fiind demarate în anul 1988.

## Construcție și exploatare

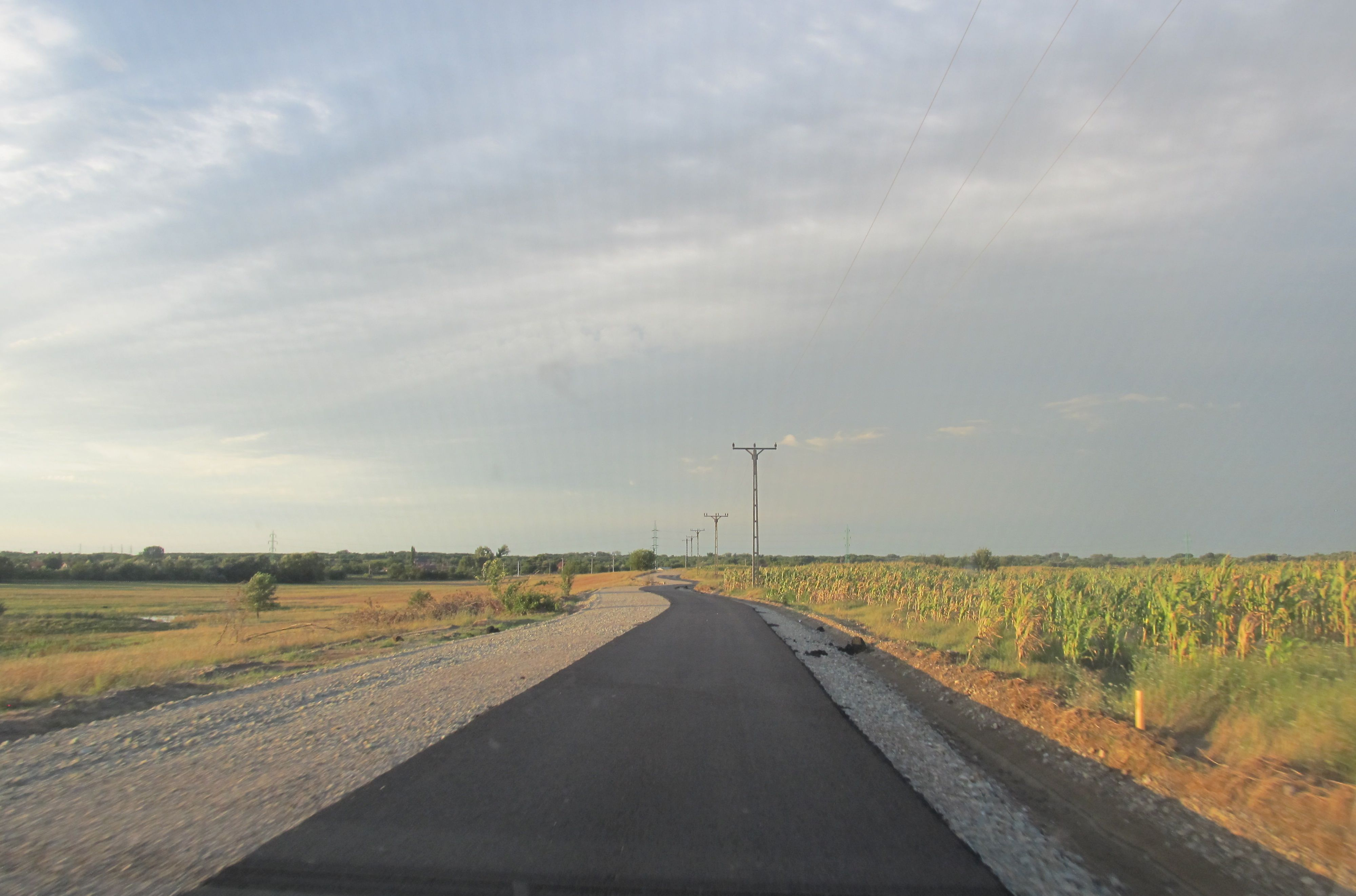
DJ606G în timpul lucrărilor de asfaltare din 2016.

Construcția a fost încredințată societăților Hidroconstrucția SA și Energomontaj SA, însă ritmul de lucru a fost mult încetinit în perioada tulbure de după Revoluția din 1989, iar lucrările au fost practic reluate abia în 1997. A fost construită mai întâi infrastructura de acces în șantier, apoi suprastructura din beton armat precomprimat; au urmat montajul sistemului de suspendare și cel al tablierului metalic, iar apoi conexiunea dintre acesta și tablierele din beton armat precomprimat. În fazele finale au fost executate calea de pod, instalațiile de iluminat, semaforizare, balizare, marcare și semnalizare.
Elevațiile culeelor au fost realizate din beton armat, cu excepția plafonul carosabil, pentru care s-au folosit s-au grinzi prefabricate precomprimate cu goluri. Elevațiile pilonilor s-au executat din beton armat turnat monolit, iar pentru stâlpii de piloni casetați au fost utilizate cofraje cățărătoare.
Podul a fost dat în folosință în noiembrie 2003, după încercările obligatorii in situ, și a fost recepționat oficial pe 5 decembrie 2003.
Pe 28 decembrie 2011, Punctul de Trecere a Frontierei Porțile de Fier II (PTF Porțile de Fier II) a fost deschis în sfârșit traficului rutier și de persoane între România și Serbia, în cadrul unei ceremonii la care au participat ministrul Administrației și Internelor, Traian Igaș, și ministrul Afacerilor Interne din Republica Serbia, Ivica Dačić. Din acel moment, podul de la Ostrovu Mare a devenit și o cale de acces directă către PTF Porțile de Fier II pentru locuitorii din zona Gogoșu. Pentru a facilita circulația, Consiliul Județean Mehedinți a demarat lucrări de modernizare a drumurilor de exploatare care făceau legătura între DN56C și pod. Aceste drumuri au fost clasificate ca drum județean prin hotărâre de guvern și au primit indicativul DJ606G. Lucrările de modernizare au inclus asfaltarea, au fost lansate pe 16 mai 2016 și s-au încheiat în anul 2019. Constituirea comisiei de recepție finală la terminarea lucrărilor a fost stabilită prin Dispozitia nr. 325 din 01.10.2019 a Consiliului Județean Mehedinți.

## Caracteristici dimensionale
Conform unui articol publicat în numărul 26 din 7 mai 2007 al „Revistei Construcțiilor”, principalele caracteristici dimensionale ale podului sunt următoarele:
| Date tehnice                         | Date tehnice                              | Date tehnice |
| Caracteristică                       | Valoare                                   |              |
| ------------------------------------ | ----------------------------------------- | ------------ |
| Deschideri (lungime totală)          | 60,00 m + 240,00 m + 60,00 m (= 360,00 m) |              |
| Lățimea căii de rulare               | 4,80 m                                    |              |
| Lățimea grinzii la nivelul căii      | 6,00 m                                    |              |
| Înălțimea elevațiilor pilonilor      | 54,00 m                                   |              |
| Înălțimea stâlpilor de piloni        | 41,00 m                                   |              |
| Distanța între tiranții de susținere | 10,00 m                                   |              |

## Galerie de imagini

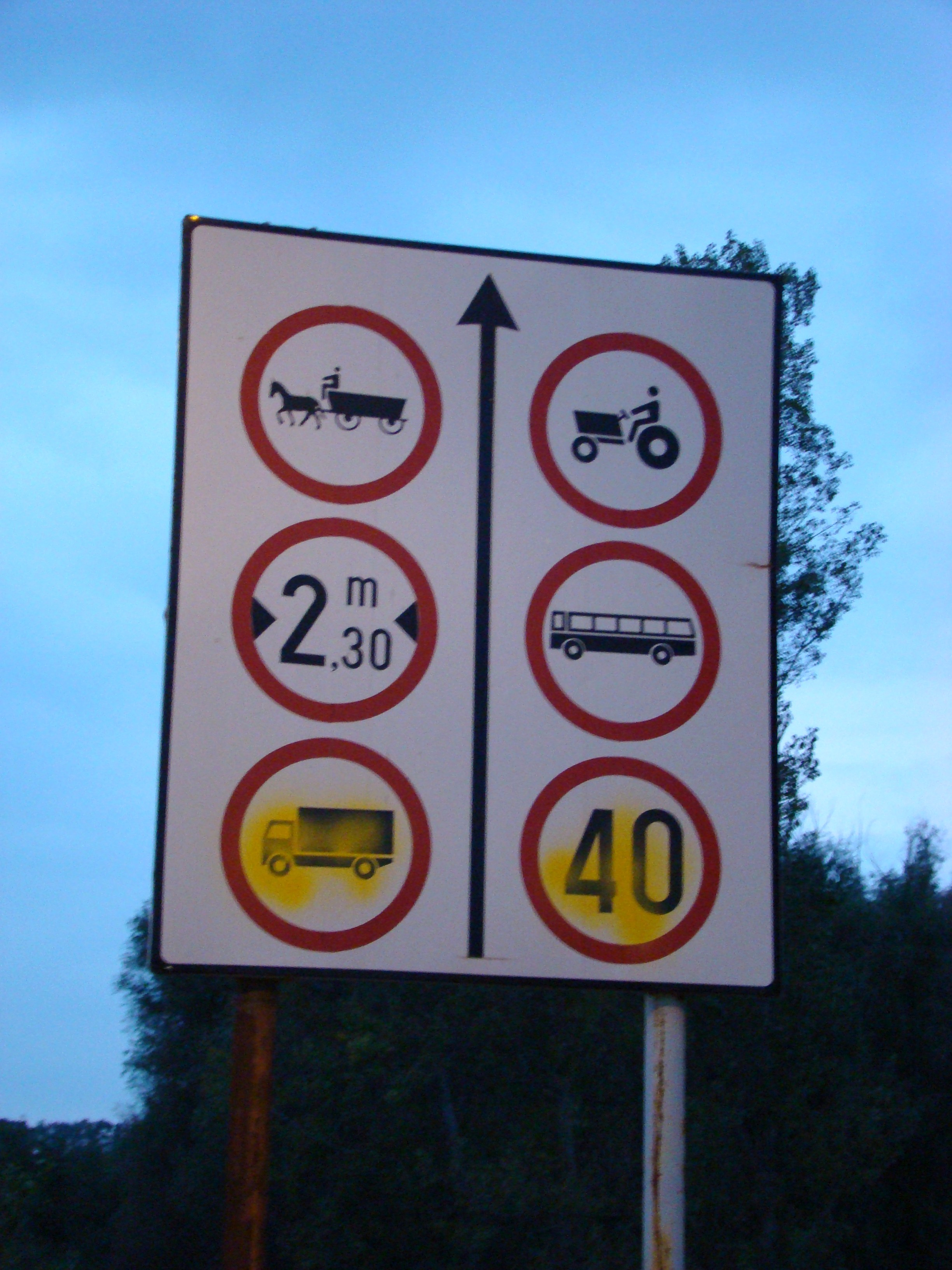
Limitarea accesului pe pod
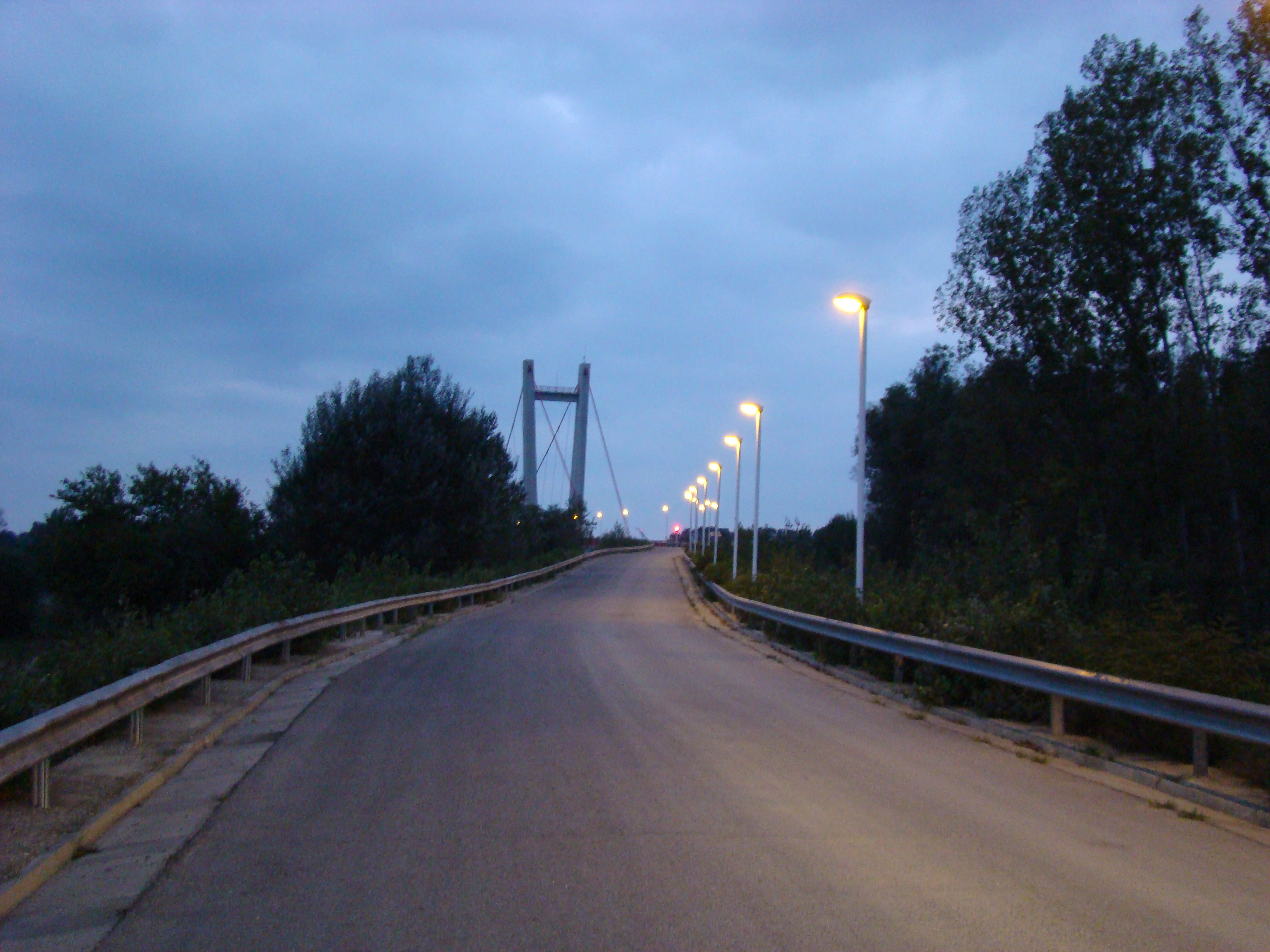
Calea de acces la pod
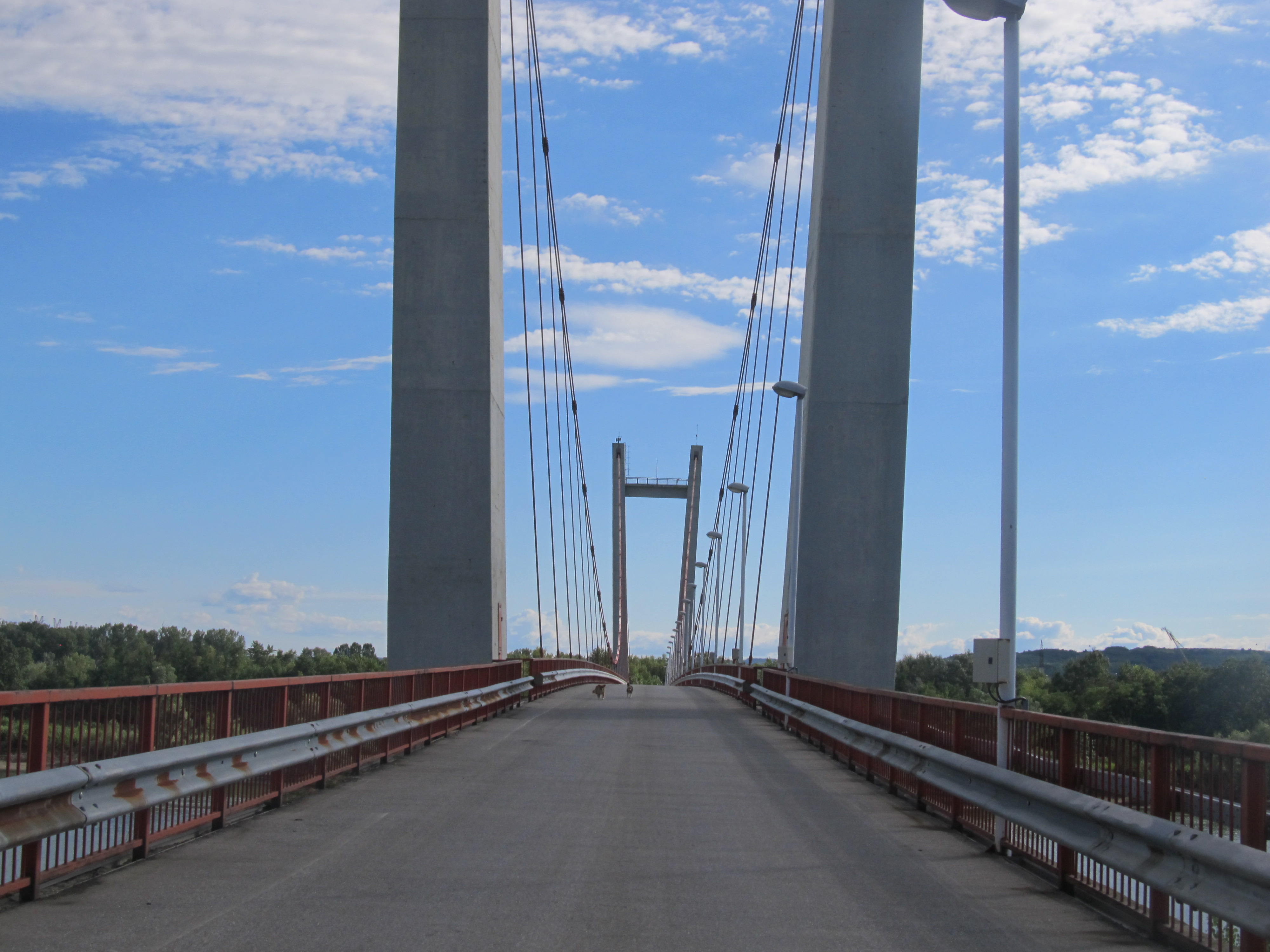
Vedere a căii de rulare
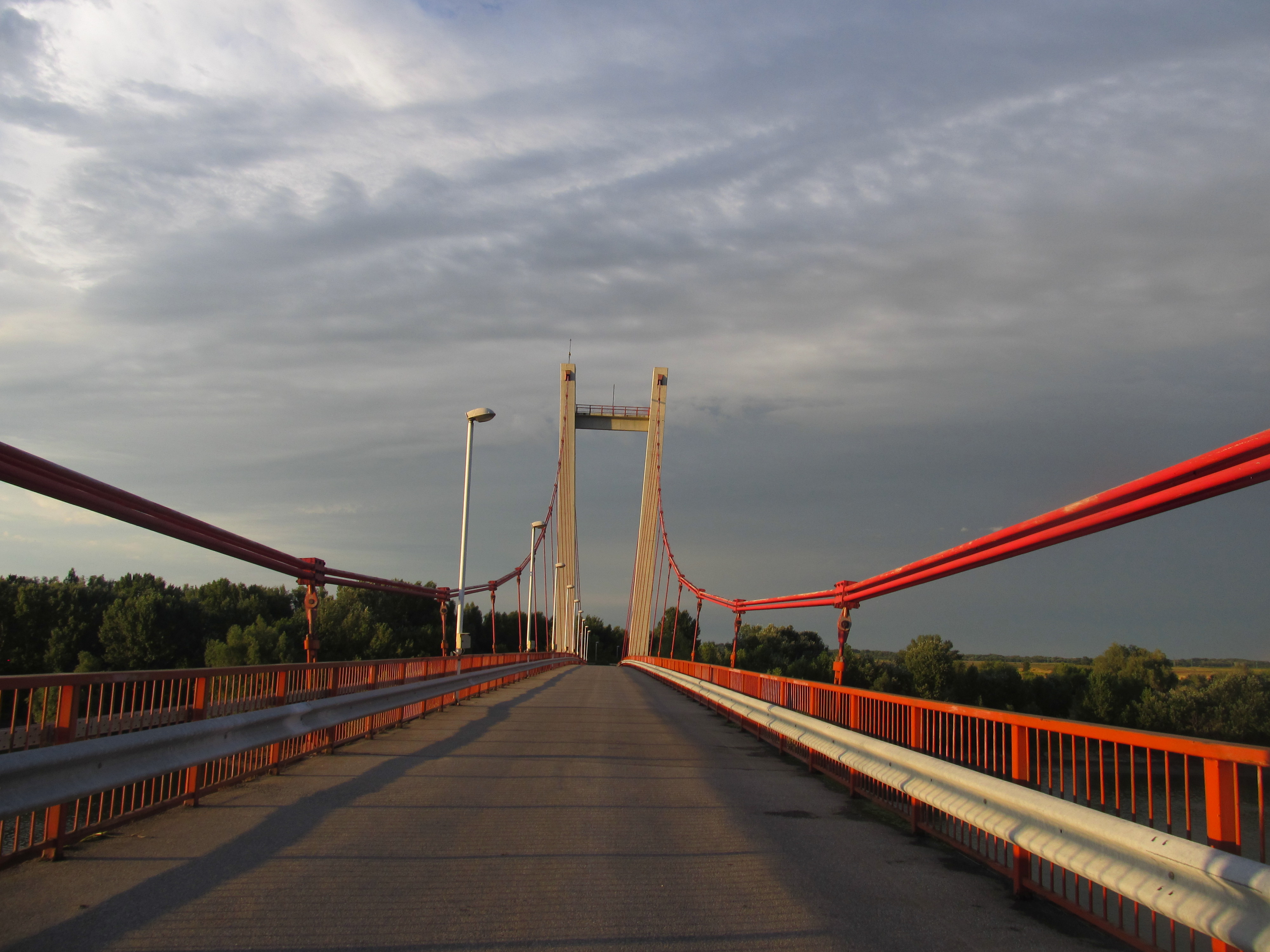
Detaliu de prindere a cablurilor de suspensie
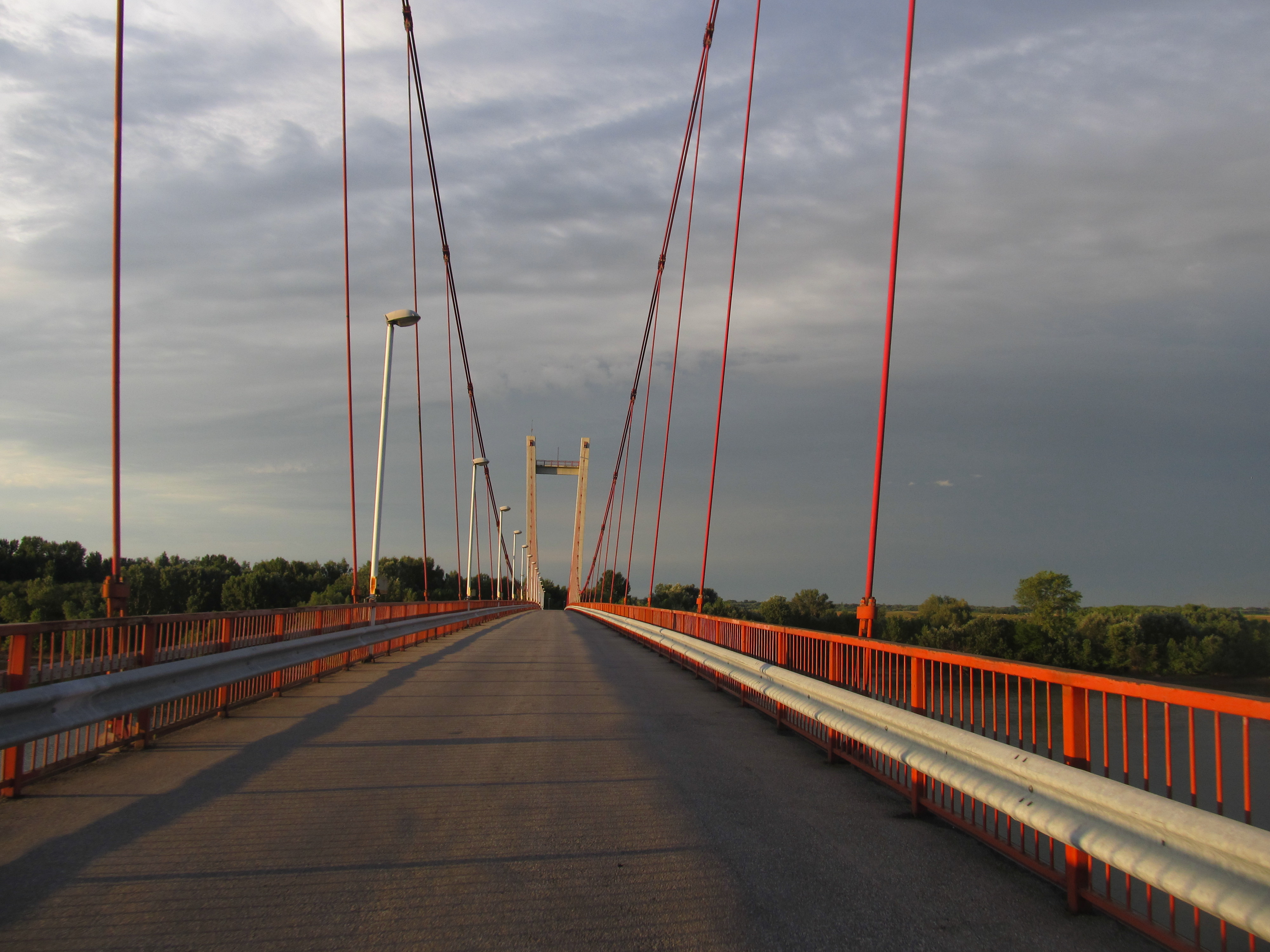
Detaliu cu tiranții de susținere
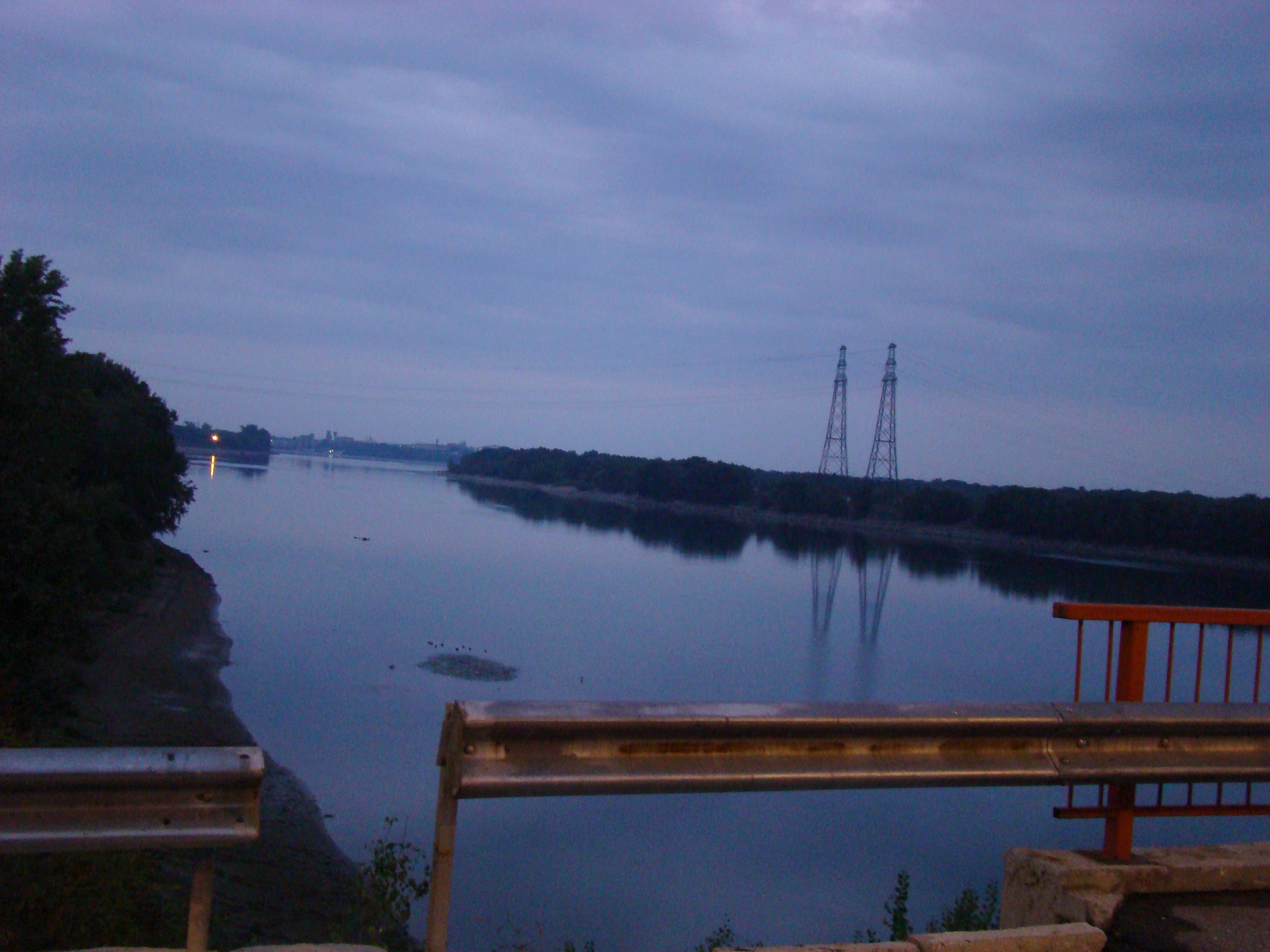
Vedere de pe pod